# Euphaedra zenkeri
Euphaedra zenkeri är en fjärilsart som beskrevs av August Wilhelm Knoch 1927. Euphaedra zenkeri ingår i släktet Euphaedra och familjen praktfjärilar. Inga underarter finns listade i Catalogue of Life.